# John Smoltz
John Andrew Smoltz (* 15. Mai 1967 in Warren, Michigan) ist ein ehemaliger US-amerikanischer Baseballspieler. Der rechtshändige Pitcher agierte insgesamt 20 Spielzeiten in der Major League Baseball (MLB) und war dabei fast ausschließlich für die Atlanta Braves aktiv. Im Jahre 2015 wurde Smoltz in die Baseball Hall of Fame aufgenommen.

## Karriere

### Highschool und Draft
John Smoltz spielte in seiner Zeit auf der Waverly High School in Lansing, Michigan sehr erfolgreich sowohl Baseball als auch Basketball. Beim MLB Draft 1985 wurde er als insgesamt 574ster Spieler in Runde 22 von den Detroit Tigers gedraftet.
Nach ersten Einsätzen bei den Lakeland Tigers, dem Advanced-A Minor-League-Team der Detroit Tigers wurde Smoltz 1987 zu den Glens Falls Tigers, einem ehemaligen AA-Team der Organisation versetzt. Ziemlich bald darauf wurde er im August 1987 zu den Atlanta Braves transferiert, dessen Franchise er anschließend über 20 Jahre angehören sollte.

### 1988–1999
Smoltz debütierte am 23. Juli 1988 in der Major League Baseball und bestritt in seiner ersten Saison 12 Spiele als Starting Pitcher, bei denen er lediglich 2 Wins verbuchte und einen unterdurchschnittlichen ERA von 5,48 in seinen Statistiken hatte. Bereits im Folgejahr steigerte sich Smoltz allerdings enorm und wurde 1989 zum ersten von insgesamt acht All-Star Spielen eingeladen. Zu Saisonende konnte er bei 29 Starts mehr als 50 % der Spiele mit einem Win abschließen. In den vier Spielzeiten von 1990 bis 1993 hielt er diese Siegquote konstant und absolvierte jeweils mehr als 30 Spiele als Starter. Sowohl 1992 als auch 1993 wurde Smoltz erneut zum All Star berufen.
Die Braves qualifizierten sich in den Jahren 1991–1993 zudem dreimal in Folge für die Postseason. Smoltz erster Playoff Einsatz war am 12. Oktober 1991 in Spiel 3 der National League Championship Series (NLCS) gegen die Pittsburgh Pirates. Die Braves siegten mit 10:3 und Smoltz wurde der Win zugesprochen. In Spiel 7 der Serie startete er erneut und gewann wieder, wodurch sich die Braves erstmals in der Franchisegeschichte für die World Series qualifizierten. Bei der World Series 1991 kam Smoltz in Spiel 4 und im entscheidenden Spiel 7 zum Einsatz. Die Serie ging 3:4 gegen die Minnesota Twins verloren.
Auch im Folgejahr konnte sich Smoltz erneut mit seinem Team für die World Series qualifizieren. Bei 3 Einsätzen in der NLCS steuerte er erneut 2 Wins, abermals gegen die Pittsburgh Pirates, bei. Die World Series 1992 ging aber erneut verloren, diesmal mit 2:4 gegen die Toronto Blue Jays. Smoltz kam in Spiel 2 und Spiel 5 der Serie zum Einsatz, und konnte in letzterem seinen ersten Win in einem Finalspiel verbuchen.
Nachdem 1994 aufgrund des Baseball-Streiks nur eine verkürzte Saison ohne Postseason stattgefunden hatte, erreichte Smoltz 1995 nach einer Regular-Saison mit 12 Wins bei 29 Starts erneut die Playoffs mit den Braves. Sowohl in der National League Division Series gegen die Colorado Rockies, als auch in der NLCS gegen die Cincinnati Reds kam Smoltz jeweils zu einem Einsatz, hatte aber keinen entscheidenden Einfluss auf das Ergebnis. Die Braves qualifizierten sich für die World Series 1995, die sie schlussendlich mit 4:2 gegen die Cleveland Indians gewannen. John Smoltz startete in Spiel 3 der Serie, wurde aber bereits im dritten Inning durch Brad Clontz ersetzt. Zu diesem Zeitpunkt hatte er bereits 4 gegnerische Runs zugelassen. MVP der Finalserie wurde mit Tom Glavine der Starting Pitcher der Braves, der Smoltz bereits in den Jahren zuvor den Rang als Nummer eins im Roster abgenommen hatte.
Seine objektiv beste Saison hatte John Smoltz in der Spielzeit 1996. Er verbuchte mit 24 Wins, was einer Quote von 75 % entspricht, seinen ewigen Karriererekord für eine Regular Season. Zudem pitchte er erstmals mehr als 250 Innings und erreichte mit 2,94 seit 1992 wieder einen ERA von unter 3. In der Post Season führte Smoltz Weg mit den Braves erneut in die World Series. Von seinen fünf Starts in den Play-offs 1996 ging Smoltz bei den ersten vier Spielen jeweils mit einem Win vom Mound und ließ in 30 Innings nur 4 Runs zu. In Spiel 5 der World Series 1996 gegen die New York Yankees pitchte Smoltz erneut sehr stark und ließ in 8 Innings nur einen Run zu. Da die Braves selbst allerdings nicht punkteten, ging das Spiel mit 0:1 verloren. Die Braves verloren die Serie am Ende mit 2:4. Für seine herausragenden Leistungen in der Spielzeit 1996 wurde Smoltz mit dem Cy Young Award als bester Pitcher der National League ausgezeichnet. Zudem belegte er Platz 11 bei der Wahl zum MVP der National League und war damit der bestplatzierte Pitcher im Jahr 1996.
In den Spielzeiten 1997 bis 1999 pitchte Smoltz weiter auf konstant hohem Niveau, war mit den Braves weiter Dauergast in den Playoffs und erreichte weitere Karrierebestwerte. Unter anderem pitchte er 256 Innings in der Saison 1997 und kam 1998 zu einer Win-Loss Quote von 85 %, 1997 gewann er zudem den Silver Slugger Award für Pitcher in der National League. Damit unterbrach er die Serie seines Teamkollegen Tom Glavine, der die Trophäe 1995, 1996 und 1998 gewann. Die World Series 1999 gegen die New York Yankees war die fünfte und letzte Teilnahme für Smoltz an der Serie. Die New York Yankees allerdings gewannen die Serie mit einem 4:0-Sweep, so dass es für ihn bei einem Titelgewinn in der Karriere blieb. John Smoltz selbst war im letzten und am Ende entscheidenden Spiel 4 der Serie im Einsatz. Er pitchte 7 Innings und ließ dabei 3 Runs zu, die Braves verloren das Spiel schlussendlich mit 1:4.

### 2000–2004 Verletzung und Versetzung in den Bullpenn
Vor Beginn der Saison 2000 unterzog sich Smoltz der Tommy John Surgery, in dessen Folge er die komplette Spielzeit nicht spielen konnte. Nach seiner Rückkehr 2001 startete er fünfmal für die Braves, zeigte aber keine überzeugende Leistungen und wurde aus der Startformation in den Bullpen versetzt. Im darauffolgenden Jahr konnte er voll in seiner neuen Rolle als Relief Pitcher überzeugen. In 75 Spielen holte er 55 Saves, wurde nach fünfjähriger Pause wieder zum All-Star-Spiel eingeladen und erreichte mit Platz 5 in der Wahl zum MVP der National League seine beste Platzierung überhaupt.
Auch in den folgenden Spielzeiten 2003 und 2004 konnte Smoltz mit 45 bzw. 44 Saves wieder überzeugen. Hierbei stellte er mit einem ERA von 1,12 in der Saison 2003 seinen Karrierebestwert auf.
Von 2002 bis 2004 erreichte Smoltz mit seinem Team zwar erneut jeweils die Playoffs, allerdings schied man bereits immer schon in der League Division Series aus. Als Reliefer bestritt Smoltz insgesamt 11 Postseason-Spiele, von denen die Braves 9 gewinnen konnten.

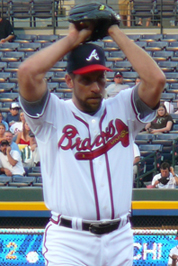
Smoltz 2007

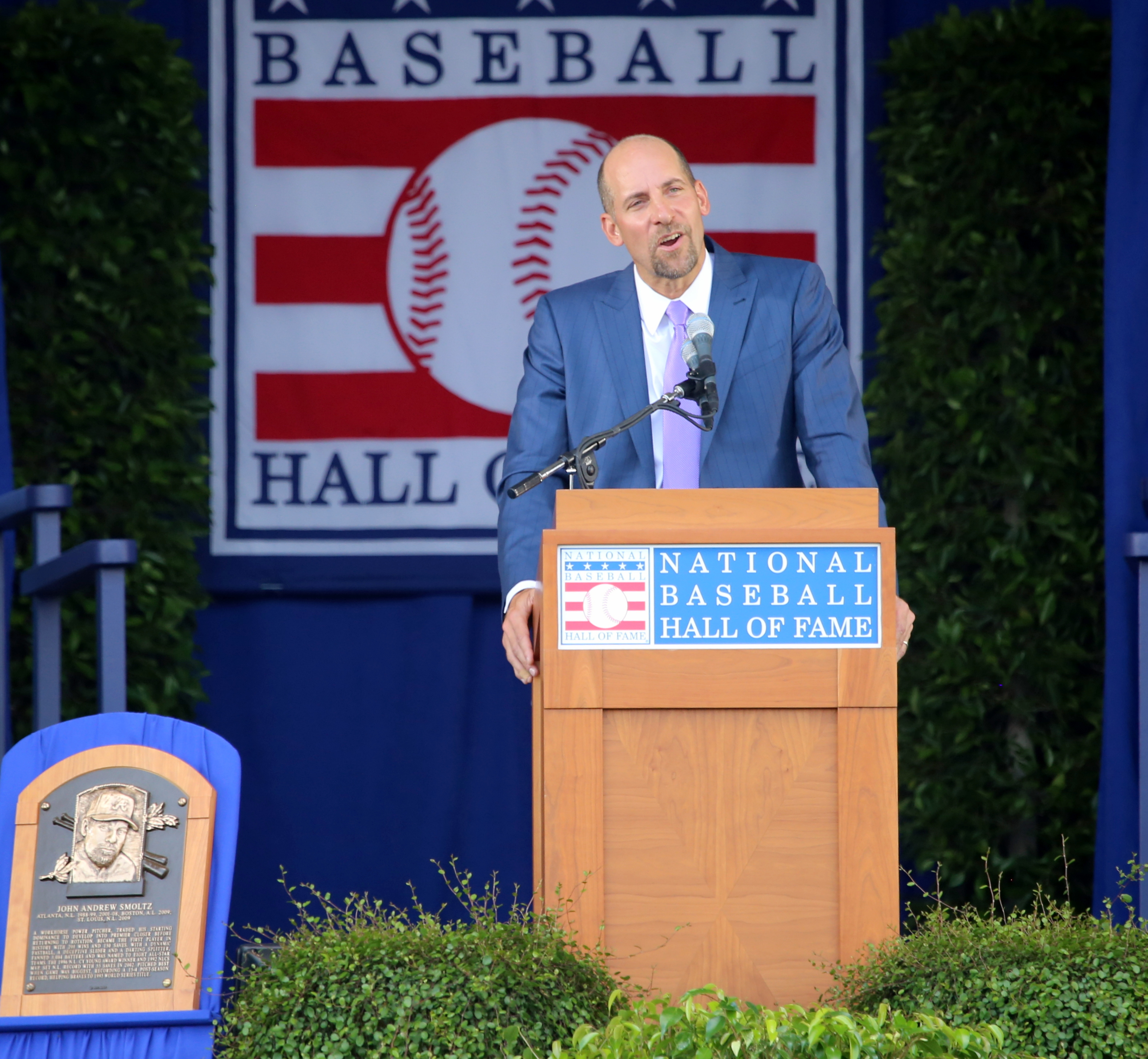
John Smoltz 2015 im Rahmen seiner Aufnahme in die Hall of Fame.

### 2005–2008 Rückkehr in die Startrotation und erneute OP
Nach drei Jahren, in denen Smoltz einer der stärksten Closer im Baseball war, wurde er zur Saison 2005 wieder in die Startrotation aufgenommen. Sein erster Saisoneinsatz war ein Desaster, in 1,2 Innings ließ er gegen Florida 6 Runs des Gegners zu. Auch bei den folgenden beiden Einsätzen wurde ihm der Loss zugeschrieben. Anschließend stabilisierte sich Smoltz und beendete die Regular Season mit einem Win-Loss-Verhältnis von 14:7. Die Braves qualifizierten sich für die Playoffs und verloren in der Division Series mit 1:3 gegen die Houston Astros, wobei Smoltz der Win beim einzigen Sieg der Serie, in Spiel 2, zugesprochen wurde.
In der Saison 2006 konnte Smoltz mit 16 Siegen die drittbeste Saison seine Karriere in dieser Statistik verbuchen. Die Braves verpassten die Play-offs jedoch deutlich und beendeten die Saison mit 18 Spielen Rückstand auf dem dritten Rang ihrer Division. Die Spielzeit 2007 sollte dann Smoltz letzte als regelmäßiger Starter für die Braves werden, zudem wurde er zum achten und letzten Mal in das All-Star Team der National League berufen.
Zu Beginn der MLB-Saison 2008 gelang Smoltz am 22. April sein 3000ster Strikeout. Zu diesem Zeitpunkt war er erst der 14. Pitcher, dem dies gelang und der vierte, der diese Marke für nur ein Team erreicht hat. Gut eine Woche später wurde er aufgrund von Schulterproblemen auf die Disabled List gesetzt. Am 2. Juni kam er als Relief Pitcher zurück und vergab gegen Florida in seinem letzten Spiel für die Braves den Save. Acht Tage nach dem Spiel unterzog sich Smoltz einer Schulteroperation, aufgrund derer die Saison für ihn beendet war. Zum Ende der Spielzeit lief zudem sein Vertrag aus und Smoltz und die Braves konnten sich nicht auf eine Verlängerung einigen.

### 2009 Wechsel und Karriereende
Am 13. Januar 2009 unterschrieb Smoltz einen Einjahresvertrag bei den Boston Red Sox. Am 25. Juni bestritt er sein erstes von acht Spielen in der Saison 2009 für die Red Sox. Enttäuscht von nur zwei Wins und einem ERA von 8,32 strichen die Red Sox ihn aus dem 40-Mann-Kader und er wurde „designated for assignment“ (dt. etwa: für die Zuteilung/Zuordnung vorgesehen). Konsequenz dieses Ausdrucks in der MLB ist, dass der Spieler binnen zehn Tagen entweder wieder in den 40-Mann-Kader aufgenommen, entlassen, getradet oder in die Minor League versetzt werden muss. Nachdem Smoltz eine Rückstufung in die Minor League abgelehnt hatte, wurde er am 17. August 2009 von den Red Sox entlassen.
Zwei Tage nach seiner Entlassung unterschrieb Smoltz einen Vertrag bei den St. Louis Cardinals, für die er am 23. August gegen San Diego debütierte und dabei der Winning Pitcher war. Er absolvierte sieben Spiele für die Cardinals in der Regular Season und konnte zum Karriereabschluss nochmals in den Play-offs antreten. In seinem letzten MLB-Spiel, dem dritten Spiel der NLDS gegen die Los Angeles Dodgers, pitchte er das sechste und siebte Inning und ließ dabei einen Run zu. Die Cardinals verloren das Spiel mit 1:5 und dadurch auch die Serie.

## Ehrungen
Am 16. April 2012 kündigten die Braves an, Smoltz Trikotnummer 29 nicht mehr zu vergeben. Die Zeremonie fand am 8. Juni 2012 vor dem Heimspiel gegen die Toronto Blue Jays statt.
Bei der Wahl 2015 wurde John Smoltz mit 82,9 % der Stimmen in die Baseball Hall of Fame in Cooperstown aufgenommen. Er stand zum ersten Mal zur Wahl und war einer von vier Spielern, die in diesem Jahrgang in die Ruhmeshalle aufgenommen wurden.

## Privatleben
John Smoltz ist zum zweiten Mal verheiratet und hat vier Kinder aus erster Ehe. Er lebt in Alpharetta im US-Bundesstaat Georgia und hat einen Zweitwohnsitz auf Sea Island.
Zu seinen guten Freunden zählt der US-amerikanische Profigolfer Tiger Woods.

## Nachweise
1. ↑  2015 Hall of Fame Voting. In: baseball-reference.com. Abgerufen am 14. April 2016.
2. ↑  World Series 1992 - Spiel 4 - Minnesota Twins vs. Atlanta Braves. Retrosheet, abgerufen am 14. April 2016.
3. ↑  World Series 1991 - Spiel 7 - Atlanta Braves vs. Minnesota Twins. Retrosheet, abgerufen am 14. April 2016.
4. ↑  World Series 1992 - Spiel 2 – Toronto Blue Jays vs. Atlanta Braves. Retrosheet, abgerufen am 14. April 2016.
5. ↑  World Series 1992 - Spiel 5 – Atlanta Braves vs. Toronto Blue Jays. Retrosheet, abgerufen am 14. April 2016.
6. ↑  World Series 1995 - Spiel 5 -. Retrosheet, abgerufen am 14. April 2016.
7. ↑  Award Voting 1996. baseball-references.com, abgerufen am 14. April 2016.
8. ↑  World Series 1999 - Spiel 4 - Atlanta Braves vs. New York Yankees. Retrosheet, abgerufen am 14. April 2016.
9. ↑  Award Voting 2002. baseball-references.com, abgerufen am 14. April 2016.
10. ↑  NLDS 2005 - Spiel 2 - Houston Astros vs. Atlanta Braves. Retrosheet, abgerufen am 15. April 2016.
11. ↑  Smoltz Put on Disabled List With Sore Right Shoulder. The New York Times, abgerufen am 15. April 2016.
12. ↑  Smoltz designated for assignment. mlb.com, archiviert vom Original am 15. April 2016; abgerufen am 15. April 2016.  Info: Der Archivlink wurde automatisch eingesetzt und noch nicht geprüft. Bitte prüfe Original- und Archivlink gemäß Anleitung und entferne dann diesen Hinweis.
13. ↑  Red Sox release Smoltz. ESPN, abgerufen am 15. April 2016.
14. ↑  NLDS 2009 - Spiel 3 - Los Angeles Dodgers vs. St. Louis Cardinals. baseball-reference.com, abgerufen am 14. April 2016.
15. ↑  Braves to honor Smoltz by retiring No. 29. MLB.com, 16. April 2012, abgerufen am 15. April 2016.
16. ↑  2015 Hall of Fame Voting. In: baseball-reference.com. Abgerufen am 14. April 2016.

| Personendaten    | Personendaten                            |
| ---------------- | ---------------------------------------- |
| NAME             | Smoltz, John                             |
| ALTERNATIVNAMEN  | Smoltz, John Andrew (vollständiger Name) |
| KURZBESCHREIBUNG | US-amerikanischer Baseballspieler        |
| GEBURTSDATUM     | 15. Mai 1967                             |
| GEBURTSORT       | Warren, Michigan                         |